# Староабрамкино
Староабра́мкино (рос. Староабрамкино) — присілок у складі Колпашевського району Томської області, Росія. Входить до складу Чажемтовського сільського поселення.

## Населення
Населення — 60 осіб (2010; 107 у 2002).
Національний склад (станом на 2002 рік):
- росіяни — 93 %